# Lignes Cars du Rhône de 100 à 199
Les lignes Cars du Rhône de 100 à 199 constituent une série de lignes du réseau départemental de transport en commun Les cars du Rhône desservant le département éponyme.

## Lignes 100 à 199

### Lignes 110 à 119
| Ligne | Caractéristiques | Caractéristiques                                                                          | Caractéristiques                                                                          | Caractéristiques                                                                          | Caractéristiques                                                                          | Caractéristiques                                                                          | Caractéristiques                                                                          | Caractéristiques                                                                          | Caractéristiques                                                                          |
| 111   | Vénissieux — Rond-point Parilly ⥋ Vienne — Pôle Multimodal | Vénissieux — Rond-point Parilly ⥋ Vienne — Pôle Multimodal                                | Vénissieux — Rond-point Parilly ⥋ Vienne — Pôle Multimodal                                | Vénissieux — Rond-point Parilly ⥋ Vienne — Pôle Multimodal                                | Vénissieux — Rond-point Parilly ⥋ Vienne — Pôle Multimodal                                | Vénissieux — Rond-point Parilly ⥋ Vienne — Pôle Multimodal                                | Vénissieux — Rond-point Parilly ⥋ Vienne — Pôle Multimodal                                | Vénissieux — Rond-point Parilly ⥋ Vienne — Pôle Multimodal                                | Vénissieux — Rond-point Parilly ⥋ Vienne — Pôle Multimodal                                |
| ----- | --- | ----------------------------------------------------------------------------------------- | ----------------------------------------------------------------------------------------- | ----------------------------------------------------------------------------------------- | ----------------------------------------------------------------------------------------- | ----------------------------------------------------------------------------------------- | ----------------------------------------------------------------------------------------- | ----------------------------------------------------------------------------------------- | ----------------------------------------------------------------------------------------- |
| 111   | Ouverture / Fermeture 8 juillet 2013 / — | Longueur 33,3 km                                                                          | Durée 68 min                                                                              | Nb. d’arrêts 30                                                                           | Matériel Crossway                                                                         | Jours de fonctionnement L, Ma, Me, J, V, S, D                                             | Jour / Soir / Nuit / Fêtes O / N / N / O                                                  | Voy. / an —                                                                               | Transporteur Transdev RAI                                                                 |
| 111   | Desserte : - Villes et lieux desservis : Vénissieux (Parc de Parilly, Hôtel de ville), Corbas (Cimetière, Mairie), Saint-Symphorien-d'Ozon (Collège Jacques Prévert, Centre), Sérézin-du-Rhône (Bibliothèque, Centre), Ternay (Mairie), Communay (Collège Hector Berlioz, Centre) et Vienne (Collège Bon Accueil, Centre ; Isère) - Stations et gares desservies : Parilly, Gare de Vénissieux, Gare de Sérézin et Gare de Vienne. |                                                                                           |                                                                                           |                                                                                           |                                                                                           |                                                                                           |                                                                                           |                                                                                           |                                                                                           |
| 111   | Autre : - Amplitudes horaires : La ligne fonctionne du lundi au vendredi de 5 h 50 à 21 h 10, le samedi de 5 h 55 à 20 h 55 et les dimanches et fêtes de 9 h à 20 h 35. - Particularités : - du lundi au samedi à certains services, la ligne dessert la gare de Sérézin direction Vienne ; - la ligne est accessible avec la tarification TCL sur les communes de Vénissieux et Corbas ; - du lundi au vendredi en période scolaire, la ligne dispose de renforts scolaires pour la desserte des collèges Hector Berlioz à Communay et Jacques Prévert à Saint-Symphorien-d'Ozon. - Modifications à partir de septembre 2023 : La ligne 111 desservira la Z.I. du Pontet à Saint-Symphorien-d'Ozon au lieu de la ligne 113. - Date de dernière mise à jour : 9 juin 2023. |                                                                                           |                                                                                           |                                                                                           |                                                                                           |                                                                                           |                                                                                           |                                                                                           |                                                                                           |
| 111   | Dernière actualisation : — |                                                                                           |                                                                                           |                                                                                           |                                                                                           |                                                                                           |                                                                                           |                                                                                           |                                                                                           |
| 112   | Vénissieux — Rond-point Parilly ⥋ Valencin — Le Fayet (Valencin — Place Services Express) | Vénissieux — Rond-point Parilly ⥋ Valencin — Le Fayet (Valencin — Place Services Express) | Vénissieux — Rond-point Parilly ⥋ Valencin — Le Fayet (Valencin — Place Services Express) | Vénissieux — Rond-point Parilly ⥋ Valencin — Le Fayet (Valencin — Place Services Express) | Vénissieux — Rond-point Parilly ⥋ Valencin — Le Fayet (Valencin — Place Services Express) | Vénissieux — Rond-point Parilly ⥋ Valencin — Le Fayet (Valencin — Place Services Express) | Vénissieux — Rond-point Parilly ⥋ Valencin — Le Fayet (Valencin — Place Services Express) | Vénissieux — Rond-point Parilly ⥋ Valencin — Le Fayet (Valencin — Place Services Express) | Vénissieux — Rond-point Parilly ⥋ Valencin — Le Fayet (Valencin — Place Services Express) |
| 112   | Ouverture / Fermeture 8 juillet 2013 / — | Longueur 25 (?) km                                                                        | Durée 64 (47) min                                                                         | Nb. d’arrêts 24 (6)                                                                       | Matériel Interurbino 8900 RLE                                                             | Jours de fonctionnement L, Ma, Me, J, V                                                   | Jour / Soir / Nuit / Fêtes O / N / N / N                                                  | Voy. / an —                                                                               | Transporteurs Transdev RAI Cars Faure                                                     |
| 112   | Desserte : - Villes et lieux desservis : Vénissieux (Parc de Parilly, Hôtel de ville), Corbas (Cimetière, Mairie), Marennes (Stade, Centre), Chaponnay (ZA Chapotin, Centre, Collège La Xavière) et Valencin (Centre ; Isère) - Stations et gares desservies : Parilly et Gare de Vénissieux. |                                                                                           |                                                                                           |                                                                                           |                                                                                           |                                                                                           |                                                                                           |                                                                                           |                                                                                           |
| 112   | Autre : - Amplitudes horaires : La ligne fonctionne du lundi au vendredi de 6 h à 20 h 5 environ. - Particularités : - du lundi au vendredi, des services express sont assurés en heures de pointe entre Parilly et Valencin Place en ne desservant que 6 arrêts à Vénissieux, Chaponnay, Marennes et Valencin ; - du lundi au vendredi en période scolaire, la ligne dispose de renforts scolaires pour la desserte des collèges La Xavière de Vénissieux et Chaponnay, du collège Jacques Prévert de Saint-Symphorien-d'Ozon et du lycée La Xavière de Vénissieux ; - la ligne est accessible avec la tarification TCL sur les communes de Vénissieux et Corbas. - Restructuration du réseau au 29 août 2016 : Le service du week-end est supprimé. - Modifications à partir de septembre 2023 : La ligne 112 est limitée à l'arrêt Chaponnay - Romatières et ne dessert plus Valencin tandis que la ligne 54 du réseau TCL sera prolongée à l'arrêt Chaponnay - P.A. et remplacera la desserte de la branche express. La ligne circulera à nouveau le week-end. - Date de dernière mise à jour : 9 juin 2023. |                                                                                           |                                                                                           |                                                                                           |                                                                                           |                                                                                           |                                                                                           |                                                                                           |                                                                                           |
| 112   | Dernière actualisation : — |                                                                                           |                                                                                           |                                                                                           |                                                                                           |                                                                                           |                                                                                           |                                                                                           |                                                                                           |
| 113   | Vénissieux — Rond-point Parilly ⥋ Givors — Gare Ville | Vénissieux — Rond-point Parilly ⥋ Givors — Gare Ville                                     | Vénissieux — Rond-point Parilly ⥋ Givors — Gare Ville                                     | Vénissieux — Rond-point Parilly ⥋ Givors — Gare Ville                                     | Vénissieux — Rond-point Parilly ⥋ Givors — Gare Ville                                     | Vénissieux — Rond-point Parilly ⥋ Givors — Gare Ville                                     | Vénissieux — Rond-point Parilly ⥋ Givors — Gare Ville                                     | Vénissieux — Rond-point Parilly ⥋ Givors — Gare Ville                                     | Vénissieux — Rond-point Parilly ⥋ Givors — Gare Ville                                     |
| 113   | Ouverture / Fermeture 8 juillet 2013 / — | Longueur 27,5 km                                                                          | Durée 57 min                                                                              | Nb. d’arrêts 25                                                                           | Matériel Crossway Intouro Interurbino                                                     | Jours de fonctionnement L, Ma, Me, J, V                                                   | Jour / Soir / Nuit / Fêtes O / N / N / N                                                  | Voy. / an —                                                                               | Transporteurs Transdev RAI Cars Faure                                                     |
| 113   | Desserte : - Villes et lieux desservis : Vénissieux (Parc de Parilly, Hôtel de ville), Feyzin, Saint-Symphorien-d'Ozon (ZI du Pontet, Collège Jacques Prévert, Centre), Sérézin-du-Rhône (Bibliothèque, Centre), Simandres (Centre), Communay (Collège Hector Berlioz, Centre), Ternay (Mairie) et Givors (Lycée Notre-Dame) - Stations et gares desservies : Parilly, Gare de Vénissieux, Gare de Sérézin et Gare de Givors-Ville. |                                                                                           |                                                                                           |                                                                                           |                                                                                           |                                                                                           |                                                                                           |                                                                                           |                                                                                           |
| 113   | Autre : - Amplitudes horaires : La ligne fonctionne du lundi au vendredi de 6 h à 20 h 45 environ. - Particularités : - du lundi au vendredi certains services desservent la Z.I du Pontet à Saint-Symphorien-d'Ozon rallongeant le parcours de 6 minutes ; - du lundi au vendredi en période scolaire, la ligne dispose de renforts scolaires pour la desserte des lycées Aragon, Picasso et Casanova à Givors et le collège Hector Berlioz de Communay. - Restructuration du réseau au 29 août 2016 : Le service du week-end est supprimé. - Modifications à partir de septembre 2023 : La ligne 111 desservira la Z.I. du Pontet à Saint-Symphorien-d'Ozon au lieu de la ligne 113. La ligne circulera à nouveau le week-end. La ligne sera accessible avec la tarification TCL sur les communes de Vénissieux et Feyzin. - Date de dernière mise à jour : 9 juin 2023. |                                                                                           |                                                                                           |                                                                                           |                                                                                           |                                                                                           |                                                                                           |                                                                                           |                                                                                           |
| 113   | Dernière actualisation : — |                                                                                           |                                                                                           |                                                                                           |                                                                                           |                                                                                           |                                                                                           |                                                                                           |                                                                                           |
| 114   | 114 | 114                                                                                       | 114                                                                                       | 114                                                                                       | 114                                                                                       | 114                                                                                       | 114                                                                                       | 114                                                                                       | 114                                                                                       |
| 114   | Givors — Gare de Givors-Ville ⥋ Saint-Genis-Laval - Hôpital Lyon Sud |                                                                                           |                                                                                           |                                                                                           |                                                                                           |                                                                                           |                                                                                           |                                                                                           |                                                                                           |
| 114   | Ouverture / Fermeture 8 juillet 2013 / — | Longueur —                                                                                | Durée 57 min                                                                              | Nb. d’arrêts 22                                                                           | Matériel Crossway                                                                         | Jours de fonctionnement L, Ma, Me, J, V, S, D                                             | Jour / Soir / Nuit / Fêtes O / N / N / O                                                  | Voy. / an —                                                                               | Transporteur Transdev RA                                                                  |
| 114   | Desserte : - Villes et lieux desservis : Mornant (Camping, Centre culturel, Piscine), Saint-Laurent-d'Agny, Soucieu-en-Jarrest, Brignais (Centre-ville, Gare SNCF, SPA de Lyon, ZA Sacuny et Méga CGR) et Saint-Genis-Laval (Barolles, Lycée Descartes, Hôpital Lyon Sud). - Stations et gares desservies : Gare de Givors-Ville, Gare de Brignais et Saint-Genis-Laval Hôpital Lyon Sud. |                                                                                           |                                                                                           |                                                                                           |                                                                                           |                                                                                           |                                                                                           |                                                                                           |                                                                                           |
| 114   | Autre : - Amplitudes horaires : La ligne fonctionne du lundi au vendredi de 5 h 45 à 21 h 10 environ, le samedi de 7 h 10 à 20 h 15 environ et les dimanches et jours fériés de 9 h 10 à 20 h 15 environ. - Modifications à compter d'octobre 2023 : Dans le cadre du prolongement du métro B à Saint-Genis-Laval - Hôpital Lyon Sud, la ligne 114 est limitée àHôpital Lyon Sud et est prolongée à la gare de Givors-Ville par l'itinéraire de la ligne 133 entre Mornant et Givors. La ligne est accessible avec la tarification TCL sur les communes de Saint-Genis-Laval et Givors. - Date de dernière mise à jour : 4 octobre 2024. |                                                                                           |                                                                                           |                                                                                           |                                                                                           |                                                                                           |                                                                                           |                                                                                           |                                                                                           |
| 114   | Dernière actualisation : — |                                                                                           |                                                                                           |                                                                                           |                                                                                           |                                                                                           |                                                                                           |                                                                                           |                                                                                           |
| 115   | Villefranche-sur-Saône — Cimetière ⥋ Lyon - Gare de Vaise | Villefranche-sur-Saône — Cimetière ⥋ Lyon - Gare de Vaise                                 | Villefranche-sur-Saône — Cimetière ⥋ Lyon - Gare de Vaise                                 | Villefranche-sur-Saône — Cimetière ⥋ Lyon - Gare de Vaise                                 | Villefranche-sur-Saône — Cimetière ⥋ Lyon - Gare de Vaise                                 | Villefranche-sur-Saône — Cimetière ⥋ Lyon - Gare de Vaise                                 | Villefranche-sur-Saône — Cimetière ⥋ Lyon - Gare de Vaise                                 | Villefranche-sur-Saône — Cimetière ⥋ Lyon - Gare de Vaise                                 | Villefranche-sur-Saône — Cimetière ⥋ Lyon - Gare de Vaise                                 |
| 115   | Ouverture / Fermeture 8 juillet 2013 / — | Longueur —                                                                                | Durée 40 min                                                                              | Nb. d’arrêts 24                                                                           | Matériel Crossway                                                                         | Jours de fonctionnement L, Ma, Me, J, V, S, D                                             | Jour / Soir / Nuit / Fêtes O / N / N / N                                                  | Voy. / an —                                                                               | Transporteur Transdev RA                                                                  |
| 115   | Desserte : - Villes et lieux desservis : Villefranche-sur-Saône (Cimetière, Médiathèque), Limas, Anse (Cimetière, Mairie), Lucenay, Les Chères (Bourg), Lissieu (Centre, Le Bois Dieu), Dardilly (Porte de Lyon) et Lyon 9e (Gare de Vaise) - Stations et gares desservies : Gare de Villefranche-sur-Saône, Gare d'Anse, Gare de Lyon-Vaise et Gare de Vaise. |                                                                                           |                                                                                           |                                                                                           |                                                                                           |                                                                                           |                                                                                           |                                                                                           |                                                                                           |
| 115   | Autre : - Amplitudes horaires : La ligne fonctionne du lundi au vendredi de 6 h 15 à 20 h 45 et les samedis, dimanches et jours fériés de 8 h à 17 h 54. - Particularités : Ligne accessible avec la tarification TCL sur les communes de Lyon, Dardilly et Lissieu et avec la tarification Libellule sur les communes de Limas et Villefranche-sur-Saône. - Date de dernière mise à jour : 3 décembre 2023. |                                                                                           |                                                                                           |                                                                                           |                                                                                           |                                                                                           |                                                                                           |                                                                                           |                                                                                           |
| 115   | Dernière actualisation : — |                                                                                           |                                                                                           |                                                                                           |                                                                                           |                                                                                           |                                                                                           |                                                                                           |                                                                                           |
| 116   | Lyon — Gorge de Loup ⥋ Cours (Cours-la-Ville) — Parking Winslow | Lyon — Gorge de Loup ⥋ Cours (Cours-la-Ville) — Parking Winslow                           | Lyon — Gorge de Loup ⥋ Cours (Cours-la-Ville) — Parking Winslow                           | Lyon — Gorge de Loup ⥋ Cours (Cours-la-Ville) — Parking Winslow                           | Lyon — Gorge de Loup ⥋ Cours (Cours-la-Ville) — Parking Winslow                           | Lyon — Gorge de Loup ⥋ Cours (Cours-la-Ville) — Parking Winslow                           | Lyon — Gorge de Loup ⥋ Cours (Cours-la-Ville) — Parking Winslow                           | Lyon — Gorge de Loup ⥋ Cours (Cours-la-Ville) — Parking Winslow                           | Lyon — Gorge de Loup ⥋ Cours (Cours-la-Ville) — Parking Winslow                           |
| 116   | Ouverture / Fermeture 8 juillet 2013 / — | Longueur —                                                                                | Durée 135 min                                                                             | Nb. d’arrêts 28                                                                           | Matériel Crossway                                                                         | Jours de fonctionnement L, Ma, Me, J, V, S, D                                             | Jour / Soir / Nuit / Fêtes O / N / N / O                                                  | Voy. / an —                                                                               | Transporteur Transdev RA                                                                  |
| 116   | Desserte : - Villes et lieux desservis : Lyon 9e, Lentilly, Fleurieux-sur-l'Arbresle, L'Arbresle, Bully, Vindry-sur-Turdine (Les Olmes ; Pontcharra-sur-Turdine (Bourg)), Tarare (Marché couvert), Les Sauvages (Hôtel Saint-Pierre), Amplepuis (Place de l'industrie, Zone industrielle), Saint-Jean-la-Bussière (Place Saint-Jean), Thizy-les-Bourgs (Thizy : Lycée François Mansard, Place du Commerce ; Bourg-de-Thizy : Centre) et Cours (Pont-Trambouze : Centre ; Cours-la-Ville : Parking Winslow) - Stations et gares desservies : Gorge de Loup, Gare de L'Arbresle et Gare d'Amplepuis. |                                                                                           |                                                                                           |                                                                                           |                                                                                           |                                                                                           |                                                                                           |                                                                                           |                                                                                           |
| 116   | Autre : - Amplitudes horaires : La ligne fonctionne du lundi au vendredi de 5 h 15 à 20 h 30 et les samedis, dimanches et fêtes de 7 h 15 à 20 h avec 3 services par sens tous les jours. - Particularités : Du lundi au vendredi en période scolaire, la ligne dessert le lycée François Mansart de Thizy-les-Bourgs aux heures de début et fin de cours. - Date de dernière mise à jour : 3 décembre 2023. |                                                                                           |                                                                                           |                                                                                           |                                                                                           |                                                                                           |                                                                                           |                                                                                           |                                                                                           |
| 116   | Dernière actualisation : — |                                                                                           |                                                                                           |                                                                                           |                                                                                           |                                                                                           |                                                                                           |                                                                                           |                                                                                           |
| 117   | Villefranche-sur-Saône — Gare routière ⥋ Belleville-sur-Saône - Piscine | Villefranche-sur-Saône — Gare routière ⥋ Belleville-sur-Saône - Piscine                   | Villefranche-sur-Saône — Gare routière ⥋ Belleville-sur-Saône - Piscine                   | Villefranche-sur-Saône — Gare routière ⥋ Belleville-sur-Saône - Piscine                   | Villefranche-sur-Saône — Gare routière ⥋ Belleville-sur-Saône - Piscine                   | Villefranche-sur-Saône — Gare routière ⥋ Belleville-sur-Saône - Piscine                   | Villefranche-sur-Saône — Gare routière ⥋ Belleville-sur-Saône - Piscine                   | Villefranche-sur-Saône — Gare routière ⥋ Belleville-sur-Saône - Piscine                   | Villefranche-sur-Saône — Gare routière ⥋ Belleville-sur-Saône - Piscine                   |
| 117   | Ouverture / Fermeture 21 août 2023 / — | Longueur —                                                                                | Durée 45 min                                                                              | Nb. d’arrêts 18                                                                           | Matériel -                                                                                | Jours de fonctionnement L, Ma, Me, J, V, S, D                                             | Jour / Soir / Nuit / Fêtes O / N / N / O                                                  | Voy. / an —                                                                               | Transporteur Autocars Maisonneuve                                                         |
| 117   | Desserte : - Villes et lieux desservis : Villefranche-sur-Saône, Arnas, Saint-Georges-de-Reneins et Belleville-sur-Saône. - Stations et gares desservies : Gare de Villefranche-sur-Saône et Gare de Belleville-sur-Saône. |                                                                                           |                                                                                           |                                                                                           |                                                                                           |                                                                                           |                                                                                           |                                                                                           |                                                                                           |
| 117   | Autre : - Amplitudes horaires : La ligne fonctionne du lundi au vendredi de 5 h 48 à 22 h 26, les samedis de 5 h 48 à 21 h 58 et les dimanches et fêtes de 6 h 48 à 19 h 41. - Particularités : - la ligne est accessible avec la tarification Libellule sur les communes de Villefranche-sur-Saône et Arnas. - Date de dernière mise à jour : 3 décembre 2023. |                                                                                           |                                                                                           |                                                                                           |                                                                                           |                                                                                           |                                                                                           |                                                                                           |                                                                                           |
| 117   | Dernière actualisation : — |                                                                                           |                                                                                           |                                                                                           |                                                                                           |                                                                                           |                                                                                           |                                                                                           |                                                                                           |
| 118   | Villefranche-sur-Saône — Gare routière ⥋ Lyon — Gare de Vaise | Villefranche-sur-Saône — Gare routière ⥋ Lyon — Gare de Vaise                             | Villefranche-sur-Saône — Gare routière ⥋ Lyon — Gare de Vaise                             | Villefranche-sur-Saône — Gare routière ⥋ Lyon — Gare de Vaise                             | Villefranche-sur-Saône — Gare routière ⥋ Lyon — Gare de Vaise                             | Villefranche-sur-Saône — Gare routière ⥋ Lyon — Gare de Vaise                             | Villefranche-sur-Saône — Gare routière ⥋ Lyon — Gare de Vaise                             | Villefranche-sur-Saône — Gare routière ⥋ Lyon — Gare de Vaise                             | Villefranche-sur-Saône — Gare routière ⥋ Lyon — Gare de Vaise                             |
| 118   | Ouverture / Fermeture 8 juillet 2013 / — | Longueur —                                                                                | Durée 55 min                                                                              | Nb. d’arrêts 31                                                                           | Matériel Intouro                                                                          | Jours de fonctionnement L, Ma, Me, J, V, S, D                                             | Jour / Soir / Nuit / Fêtes O / N / N / O                                                  | Voy. / an —                                                                               | Transporteur Keolis Planche                                                               |
| 118   | Desserte : - Villes et lieux desservis : Lyon 9e, Champagne-au-Mont-d'Or, Limonest, Lissieu, Dommartin, Civrieux-d'Azergues (Place des Ponts), Chazay-d'Azergues (Centre), Morancé (Bourg), Lucenay (Mairie), Anse (Mairie, Cimetière), Pommiers, Limas, Villefranche-sur-Saône - Stations et gares desservies : Gare de Vaise, Gare d'Anse et Gare de Villefranche-sur-Saône. |                                                                                           |                                                                                           |                                                                                           |                                                                                           |                                                                                           |                                                                                           |                                                                                           |                                                                                           |
| 118   | Autre : - Amplitudes horaires : La ligne fonctionne du lundi au vendredi de 5 h 30 à 21 h 35, les samedis de 5 h 30 à 22 h 16 et les dimanches et fêtes de 6 h 30 à 22 h 16. - Particularités : - la ligne est accessible avec la tarification TCL sur les communes de Lyon, Champagne-au-Mont-d'Or, Limonest, et Lissieu ; - la ligne est accessible avec la tarification Libellule sur les communes de Limas et Villefranche-sur-Saône. - Date de dernière mise à jour : 3 décembre 2023. |                                                                                           |                                                                                           |                                                                                           |                                                                                           |                                                                                           |                                                                                           |                                                                                           |                                                                                           |
| 118   | Dernière actualisation : — |                                                                                           |                                                                                           |                                                                                           |                                                                                           |                                                                                           |                                                                                           |                                                                                           |                                                                                           |
| 119   | Oullins — Gare d'Oullins ⥋ Millery — L'Étang | Oullins — Gare d'Oullins ⥋ Millery — L'Étang                                              | Oullins — Gare d'Oullins ⥋ Millery — L'Étang                                              | Oullins — Gare d'Oullins ⥋ Millery — L'Étang                                              | Oullins — Gare d'Oullins ⥋ Millery — L'Étang                                              | Oullins — Gare d'Oullins ⥋ Millery — L'Étang                                              | Oullins — Gare d'Oullins ⥋ Millery — L'Étang                                              | Oullins — Gare d'Oullins ⥋ Millery — L'Étang                                              | Oullins — Gare d'Oullins ⥋ Millery — L'Étang                                              |
| 119   | Ouverture / Fermeture 8 juillet 2013 / — | Longueur —                                                                                | Durée 59 min                                                                              | Nb. d’arrêts 31                                                                           | Matériel Crossway                                                                         | Jours de fonctionnement L, Ma, Me, J, V, S, D                                             | Jour / Soir / Nuit / Fêtes O / N / N / O                                                  | Voy. / an —                                                                               | Transporteur Transdev RA                                                                  |
| 119   | Desserte : Oullins (Gare SNCF, Mairie), Saint-Genis-Laval (Mairie, Lycée Descartes, Lycée Saint-Thomas d'Aquin), Brignais (Méga CGR, ZA Sacuny, SPA de Lyon, Gare SNCF, Centre-ville et ZA des Ronzières), Vourles (Maison Forte, Place Neuve, Collège Louis Querbes), Charly (Centre, Église) et Millery. - Stations et gares desservies : Gare d'Oullins et Gare de Brignais. |                                                                                           |                                                                                           |                                                                                           |                                                                                           |                                                                                           |                                                                                           |                                                                                           |                                                                                           |
| 119   | Autre : - Amplitudes horaires : La ligne fonctionne du lundi au vendredi en période scolaire de 5 h 45 à 20 h 30, du lundi au vendredi en vacances scolaires de 6 h 20 à 20 h 16, le samedi de 7 h 45 à 20 h 30 et les dimanches et fêtes de 9 h à 20 h 40. - Modifications à compter d'octobre 2023 : Dans le cadre du prolongement du métro B à Saint-Genis-Laval - Hôpital Lyon Sud, la ligne 119 est limitée à Gare d'Oullins. La ligne est accessible avec la tarification TCL sur les communes de Saint-Genis-Laval et Charly. - Date de dernière mise à jour : 3 décembre 2023. |                                                                                           |                                                                                           |                                                                                           |                                                                                           |                                                                                           |                                                                                           |                                                                                           |                                                                                           |
| 119   | Dernière actualisation : — |                                                                                           |                                                                                           |                                                                                           |                                                                                           |                                                                                           |                                                                                           |                                                                                           |                                                                                           |

### Lignes 120 à 129
| Ligne | Caractéristiques | Caractéristiques                                    | Caractéristiques                                    | Caractéristiques                                    | Caractéristiques                                    | Caractéristiques                                    | Caractéristiques                                    | Caractéristiques                                    | Caractéristiques                                    |
| 120   | Lyon — Gare routière Perrache ⥋ Givors — Gare ville | Lyon — Gare routière Perrache ⥋ Givors — Gare ville | Lyon — Gare routière Perrache ⥋ Givors — Gare ville | Lyon — Gare routière Perrache ⥋ Givors — Gare ville | Lyon — Gare routière Perrache ⥋ Givors — Gare ville | Lyon — Gare routière Perrache ⥋ Givors — Gare ville | Lyon — Gare routière Perrache ⥋ Givors — Gare ville | Lyon — Gare routière Perrache ⥋ Givors — Gare ville | Lyon — Gare routière Perrache ⥋ Givors — Gare ville |
| ----- | --- | --------------------------------------------------- | --------------------------------------------------- | --------------------------------------------------- | --------------------------------------------------- | --------------------------------------------------- | --------------------------------------------------- | --------------------------------------------------- | --------------------------------------------------- |
| 120   | Ouverture / Fermeture 8 juillet 2013 / — | Longueur —                                          | Durée 76 min                                        | Nb. d’arrêts 41                                     | Matériel Crossway                                   | Jours de fonctionnement L, Ma, Me, J, V, S, D       | Jour / Soir / Nuit / Fêtes O / N / N / O            | Voy. / an —                                         | Transporteur Transdev RA                            |
| 120   | Desserte : - Villes et lieux desservis : Lyon 2e, La Mulatière (Pont, Aquarium de Lyon), Oullins (Mairie), Saint-Genis-Laval (Lycée Saint-Thomas-d'Aquin, Observatoire de Lyon, Lycée Descartes), Brignais (Méga CGR, ZA Sacuny, SPA de Lyon, Centre aquatique Aquagaron, Briscope, Centre-ville et ZA des Ronzières), Montagny, Taluyers, Grigny et Givors (Centre hospitalier) - Stations et gares desservies : Perrache, Gare d'Oullins à l'arrêt Orsel, Gare de Brignais à l'arrêt "Briscope", Gare de Givors-Canal et Gare de Givors-Ville. |                                                     |                                                     |                                                     |                                                     |                                                     |                                                     |                                                     |                                                     |
| 120   | Autre : - Amplitudes horaires : La ligne fonctionne du lundi au vendredi de 5 h 50 à 21 h 45, le samedi de 6 h à 21 h 45 et les dimanches et fêtes de 8 h à 20 h 50. - Renforts scolaires : En période scolaire, la ligne dispose de renforts entre Brignais Sept Chemins et St-Genis Lycée Descartes et entre Montagny Place de Sourzy et Oullins St-Thomas-d'Aquin. - Modifications à partir d'octobre 2023 : Dans le cadre du prolongement du métro B à Saint-Genis-Laval - Hôpital Lyon Sud, la ligne 120 est accessible avec la tarification TCL sur les communes de Saint-Genis-Laval, Grigny et Givors. - Date de dernière mise à jour : 5 octobre 2024. |                                                     |                                                     |                                                     |                                                     |                                                     |                                                     |                                                     |                                                     |
| 120   | Dernière actualisation : — |                                                     |                                                     |                                                     |                                                     |                                                     |                                                     |                                                     |                                                     |

### Lignes 140 à 149
| Ligne | Caractéristiques | Caractéristiques                                               | Caractéristiques                                               | Caractéristiques                                               | Caractéristiques                                               | Caractéristiques                                               | Caractéristiques                                               | Caractéristiques                                               | Caractéristiques                                               |
| 142   | Aveize — Centre Médical ⥋ Lyon — Gorge de Loup - Gare Routière | Aveize — Centre Médical ⥋ Lyon — Gorge de Loup - Gare Routière | Aveize — Centre Médical ⥋ Lyon — Gorge de Loup - Gare Routière | Aveize — Centre Médical ⥋ Lyon — Gorge de Loup - Gare Routière | Aveize — Centre Médical ⥋ Lyon — Gorge de Loup - Gare Routière | Aveize — Centre Médical ⥋ Lyon — Gorge de Loup - Gare Routière | Aveize — Centre Médical ⥋ Lyon — Gorge de Loup - Gare Routière | Aveize — Centre Médical ⥋ Lyon — Gorge de Loup - Gare Routière | Aveize — Centre Médical ⥋ Lyon — Gorge de Loup - Gare Routière |
| ----- | --- | -------------------------------------------------------------- | -------------------------------------------------------------- | -------------------------------------------------------------- | -------------------------------------------------------------- | -------------------------------------------------------------- | -------------------------------------------------------------- | -------------------------------------------------------------- | -------------------------------------------------------------- |
| 142   | Ouverture / Fermeture 8 juillet 2013 / — | Longueur —                                                     | Durée 89 min                                                   | Nb. d’arrêts 25                                                | Matériel Crossway Pop                                          | Jours de fonctionnement L, Ma, Me, J, V, S, D                  | Jour / Soir / Nuit / Fêtes O / N / N / O                       | Voy. / an —                                                    | Transporteur Maisonneuve                                       |
| 142   | Desserte : - Villes et lieux desservis : Lyon 9e, Tassin-la-Demi-Lune, Charbonnières-les-Bains (Lycée Blaise Pascal), Marcy-l'Étoile (Parc de Lacroix-Laval, École nationale vétérinaire de Lyon), Lentilly, Sourcieux-les-Mines, Sain-Bel (Gare, Mairie), Savigny, Bessenay, Brussieu, Saint-Laurent-de-Chamousset, Sainte-Foy-l'Argentière et Aveize (Centre médical). - Stations et gares desservies : Gorge de Loup et Gare de Sain-Bel. |                                                                |                                                                |                                                                |                                                                |                                                                |                                                                |                                                                |                                                                |
| 142   | Autre : - Amplitudes horaires : La ligne fonctionne du lundi au vendredi en période scolaire de 5 h 55 à 21 h environ, du lundi au vendredi en vacances scolaires de 5 h 55 à 20 h et les samedis, dimanches et jours fériés de 7 h 30 à 19 h 4. - Particularités : Possibilité d'emprunter la ligne dans les deux sens entre "Gorge de Loup" et "École Vétérinaire" avec un titre TCL. - Date de dernière mise à jour : 3 décembre 2023. |                                                                |                                                                |                                                                |                                                                |                                                                |                                                                |                                                                |                                                                |
| 142   | Dernière actualisation : — |                                                                |                                                                |                                                                |                                                                |                                                                |                                                                |                                                                |                                                                |
| 145   | Rive-de-Gier — Mairie ⥋ Oullins — Gare d'Oullins | Rive-de-Gier — Mairie ⥋ Oullins — Gare d'Oullins               | Rive-de-Gier — Mairie ⥋ Oullins — Gare d'Oullins               | Rive-de-Gier — Mairie ⥋ Oullins — Gare d'Oullins               | Rive-de-Gier — Mairie ⥋ Oullins — Gare d'Oullins               | Rive-de-Gier — Mairie ⥋ Oullins — Gare d'Oullins               | Rive-de-Gier — Mairie ⥋ Oullins — Gare d'Oullins               | Rive-de-Gier — Mairie ⥋ Oullins — Gare d'Oullins               | Rive-de-Gier — Mairie ⥋ Oullins — Gare d'Oullins               |
| 145   | Ouverture / Fermeture septembre 2013 / — | Longueur —                                                     | Durée 74 min                                                   | Nb. d’arrêts 27                                                | Matériel Crossway                                              | Jours de fonctionnement L, Ma, Me, J, V, S, D                  | Jour / Soir / Nuit / Fêtes O / N / N / O                       | Voy. / an —                                                    | Transporteur Transdev RA                                       |
| 145   | Desserte : - Villes et lieux desservis : Oullins (Gare SNCF, Mairie), Saint-Genis-Laval (Barolles, Lycée Descartes, Hôpital Lyon Sud), Brignais (Méga CGR, ZA Sacuny, SPA de Lyon, Gare SNCF, Centre-ville et ZA des Ronzières), Vourles, Orliénas, Taluyers, Mornant (ZA Les Platières, Bellevue), Chabanière (Saint-Maurice-sur-Dargoire) et Rive-de-Gier (Mairie ; Loire). - Stations et gares desservies : Gare d'Oullins et Gare de Brignais. |                                                                |                                                                |                                                                |                                                                |                                                                |                                                                |                                                                |                                                                |
| 145   | Autre : - Amplitudes horaires : La ligne fonctionne du lundi au vendredi de 5 h 50 à 20 h 37, et les samedis, dimanches et jours fériés de 7 h 45 à 19 h 36. - Arrêts non accessibles aux UFR : La Côte, La Roussillière, La Grange, La Villonnière, Fontblanche, Bellevue, Logis Neuf, Jonan, Z.A. les Platières, Le Bâtard, Le Pontet, Sept Chemins, La Plaine d’Elite, et Les Ronzières. - Particularités : - La ligne est accessible à la tarification TCL sur la commune de Saint-Genis-Laval. - Une variante express existe : la 145Ex - Date de dernière mise à jour : 5 octobre 2024. |                                                                |                                                                |                                                                |                                                                |                                                                |                                                                |                                                                |                                                                |
| 145   | Dernière actualisation : — |                                                                |                                                                |                                                                |                                                                |                                                                |                                                                |                                                                |                                                                |
| 147   | Marcy-l'Étoile — Parc de Lacroix-Laval ⥋ Lyon — Gorge de Loup | Marcy-l'Étoile — Parc de Lacroix-Laval ⥋ Lyon — Gorge de Loup  | Marcy-l'Étoile — Parc de Lacroix-Laval ⥋ Lyon — Gorge de Loup  | Marcy-l'Étoile — Parc de Lacroix-Laval ⥋ Lyon — Gorge de Loup  | Marcy-l'Étoile — Parc de Lacroix-Laval ⥋ Lyon — Gorge de Loup  | Marcy-l'Étoile — Parc de Lacroix-Laval ⥋ Lyon — Gorge de Loup  | Marcy-l'Étoile — Parc de Lacroix-Laval ⥋ Lyon — Gorge de Loup  | Marcy-l'Étoile — Parc de Lacroix-Laval ⥋ Lyon — Gorge de Loup  | Marcy-l'Étoile — Parc de Lacroix-Laval ⥋ Lyon — Gorge de Loup  |
| 147   | Ouverture / Fermeture 8 juillet 2013 / — | Longueur —                                                     | Durée 60 min                                                   | Nb. d’arrêts 25                                                | Matériel Crossway LE 10m                                       | Jours de fonctionnement L, Ma, Me, J, V, S, D                  | Jour / Soir / Nuit / Fêtes O / N / N / O                       | Voy. / an —                                                    | Transporteur Keolis Planche                                    |
| 147   | Desserte : - Villes et lieux desservis : Marcy-l'Étoile, Sainte-Consorce, Pollionnay, Vaugneray (Ancienne gare, Place), Grézieu-la-Varenne, Craponne (Bergeron), Tassin-la-Demi-Lune (Aquavert) et Lyon 9e (Gorge de Loup) - Stations et gares desservies : Gare de Lyon - Gorge de Loup, Gorge de Loup et Gare d'Alaï. |                                                                |                                                                |                                                                |                                                                |                                                                |                                                                |                                                                |                                                                |
| 147   | Autre : - Amplitudes horaires : La ligne fonctionne du lundi au samedi de 5 h 25 à 22 h 10 environ et les dimanches et jours fériés de 6 h à 22 h 10 environ. - Particularités : Certains services circulent uniquement entre Lyon et Vaugneray. Possibilité d'emprunter la ligne dans les deux sens avec un titre TCL sauf sur les communes de Vaugneray et de Pollionay. - Date de dernière mise à jour : 27 mai 2025. |                                                                |                                                                |                                                                |                                                                |                                                                |                                                                |                                                                |                                                                |
| 147   | Dernière actualisation : — |                                                                |                                                                |                                                                |                                                                |                                                                |                                                                |                                                                |                                                                |